# Hillman (automerk)
Hillman is een historisch Brits automobielmerk dat gevestigd was in Ryton-on-Dunsmore vlak bij Coventry.
Tot 1907 had Hillman al bestaan als fietsenfabrikant. Hillman, inmiddels onder controle van Rootes werd ondergebracht bij Humber in 1928 en werd vanaf toen een merknaam van Humber Limited voor haar kleinere auto's. Rootes verkreeg een meerderheidsaandeel in Humber in 1932 en behield dit tot 1967, waarna Chrysler Rootes overnam en de overige 40% van de aandelen in Humber verkreeg. Het merk werd onder Chrysler nog gebruikt tot 1976.

## Ontstaan
In 1857 richtten Josiah Turner en James Starley de 'Coventry Sewing Machine Company' op, waarvoor ze technici uit Londen gingen werven. Een van die technici was William Hillman. In 1869 werd de naam veranderd in de 'Coventry Machinist Company' en zoals zovele fabrikanten in die tijd werd er overgeschakeld op de productie van fietsen. Het nieuwe bedrijf groeide gestaag en voor het einde van de eeuw was Hillman miljonair. Met deze rijkdom had hij de mogelijkheid om een autoproducent te worden. Samen met de Franse Louis Coatalen als ontwerper en ingenieur, werd in 1907 'Hillman-Coatalen' opgericht. Ze lanceerden de 24 pk Hillman-Coatalen in hetzelfde jaar om mee te doen aan een autorace. De auto crashte maar had indruk gemaakt. Coatalen vertrok in 1909 naar Sunbeam en het bedrijf werd in 1910 hernoemd naar de 'Hillman Motor Car Company'.

## Rootes
In 1928 werd Hillman onder controle gebracht van de gebroeders Rootes en gefuseerd met Humber Limited, waar Rootes na een aantal jaren een aandeel van 60% in had. Geleidelijk aan schakelde Hillman over naar de productie van kleinere auto's en het werd een van de bekendste merken van Rootes, naast Humber, Sunbeam en later Singer.
Typerend voor Hillman waren middenklasse auto's zoals de bekende Hillman Minx die van 1932 tot 1970 geproduceerd is en het daarvan afgeleide vlaggenschip Super-Minx (1961 tot 1966). Van 1963 tot 1976 werd de Hillman Imp gemaakt in een daarvoor gebouwde fabriek in Linwood in Schotland.

## Chrysler
De Rootes Group werd overgenomen door Chrysler in 1967. In 1976 verdween Hillman als merknaam en auto's als de Hillman Avenger werden nu als Chrysler verkocht. In 1978 nam PSA Peugeot Citroën Chrysler Europe over en de Avenger werd nu de Talbot Avenger. Na het einde van Rootes bleven twee oorspronkelijke Hillman-types in productie, de Avenger tot 1991 in Argentinië als de Volkswagen 1500 en de Hunter die in Iran als Paykan 1600 werd gebouwd tot 2005.

## Fotogalerij

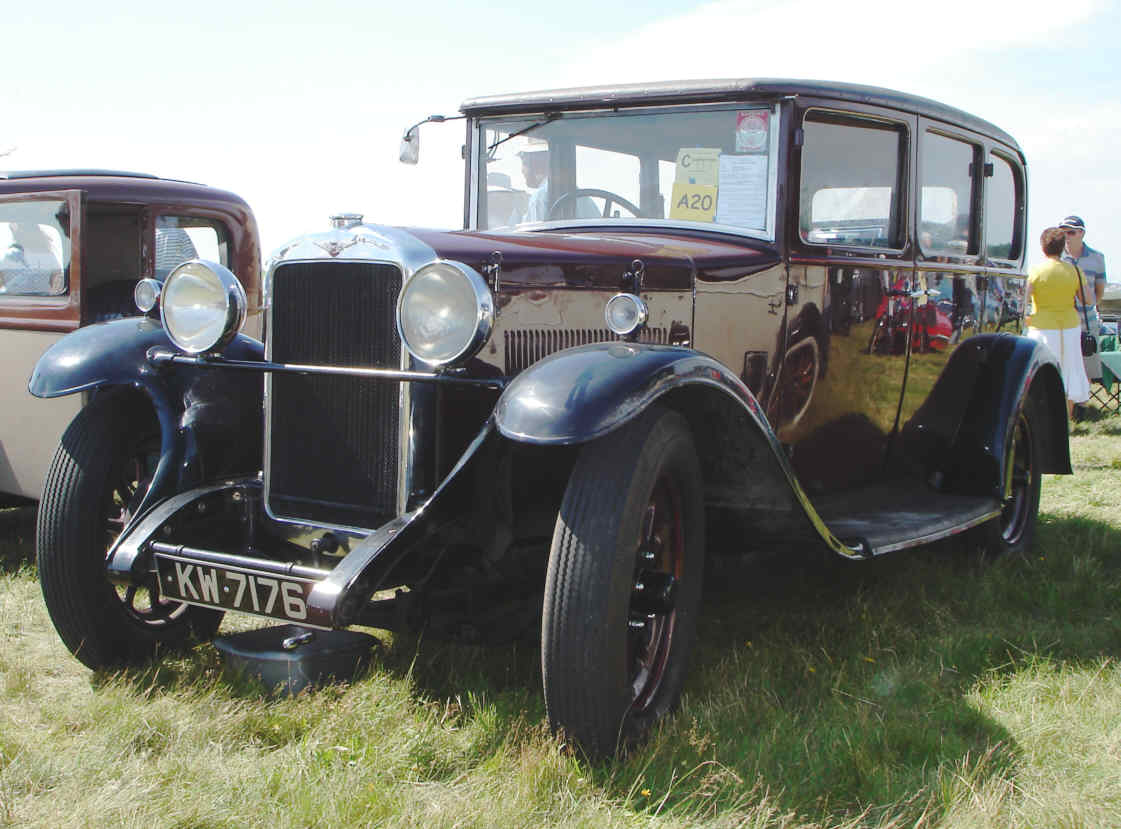
Hillman 14 1929
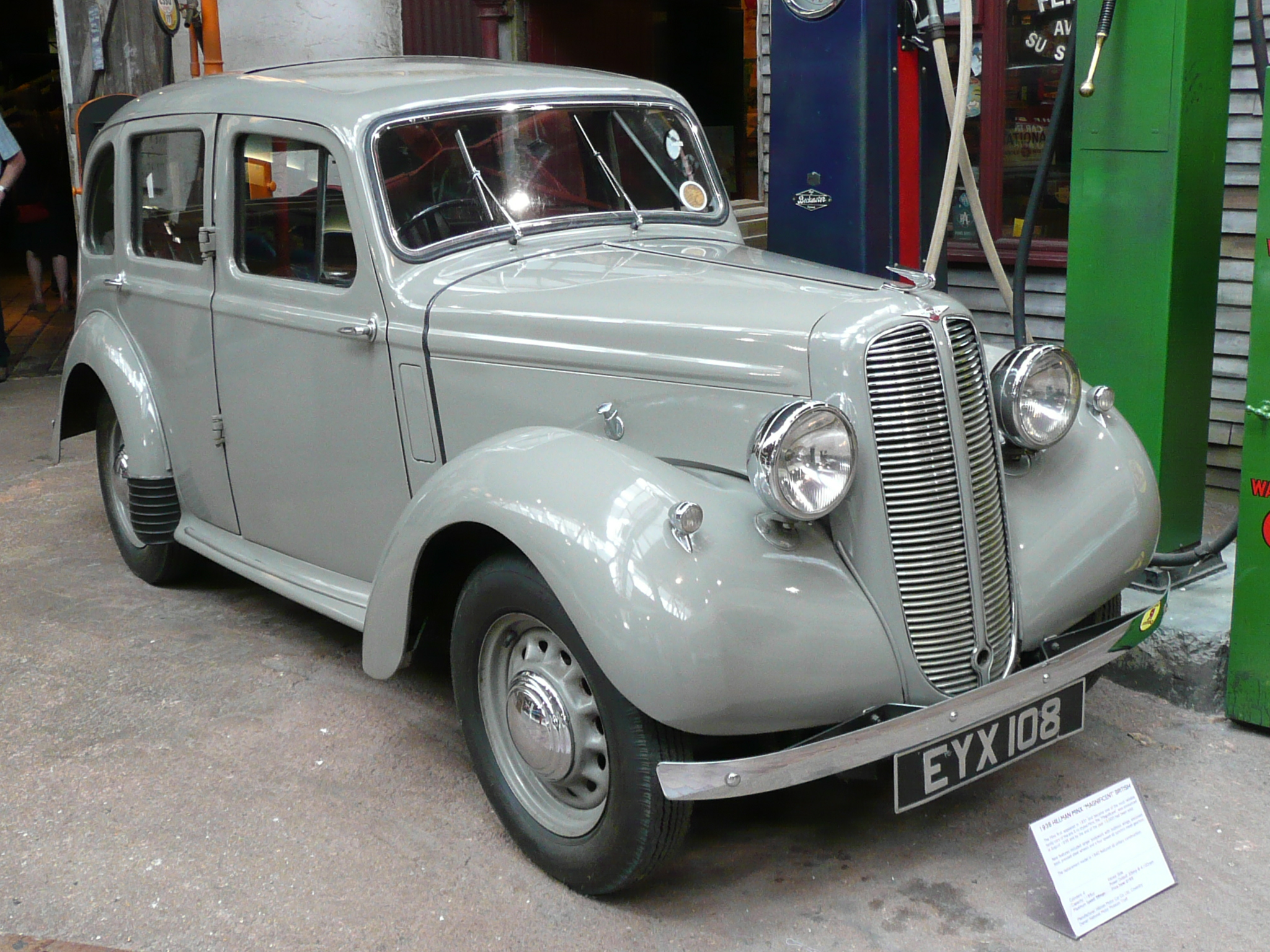
Hillman Minx Magnificent 1938
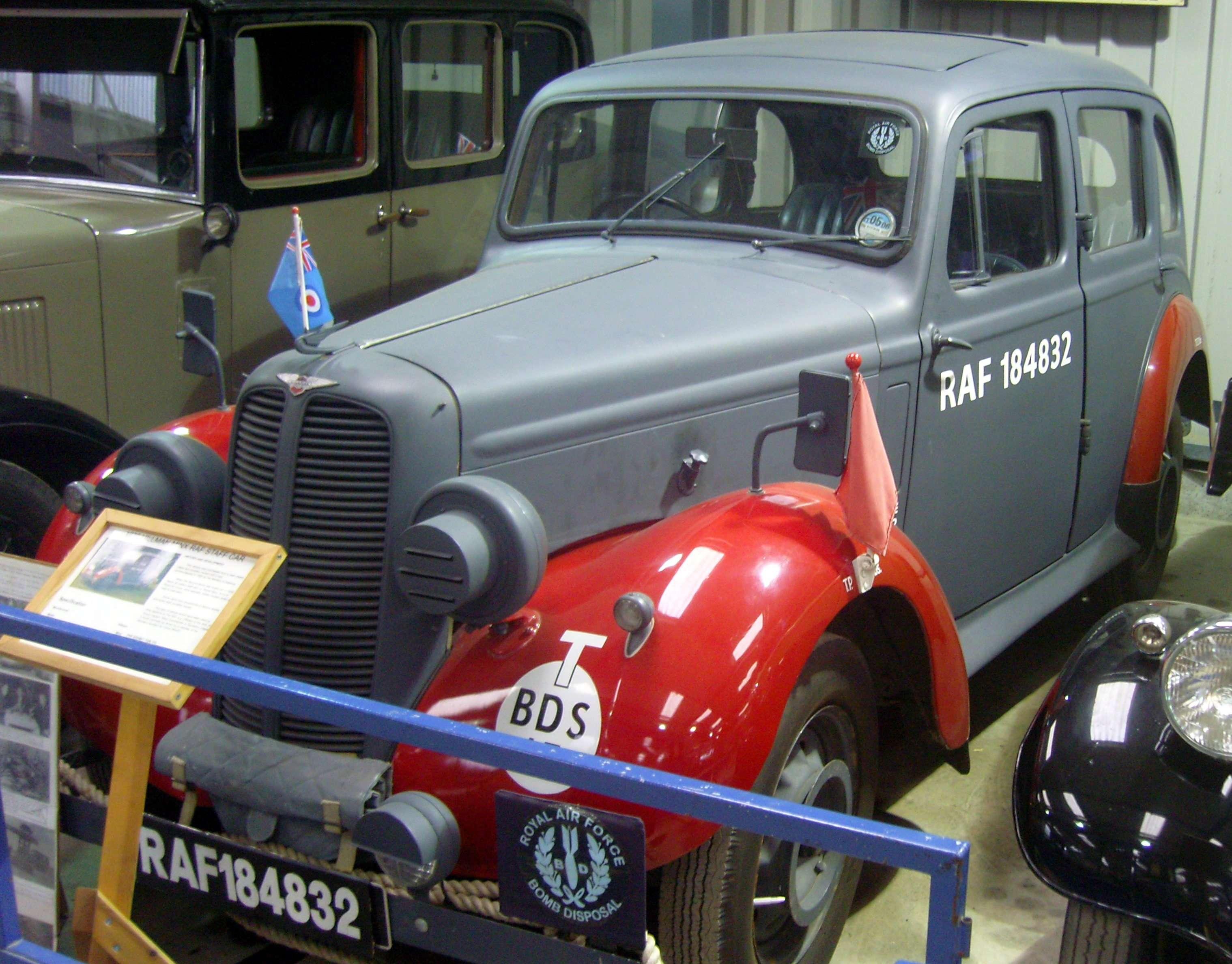
Hillman Minx RAF stafauto 1938
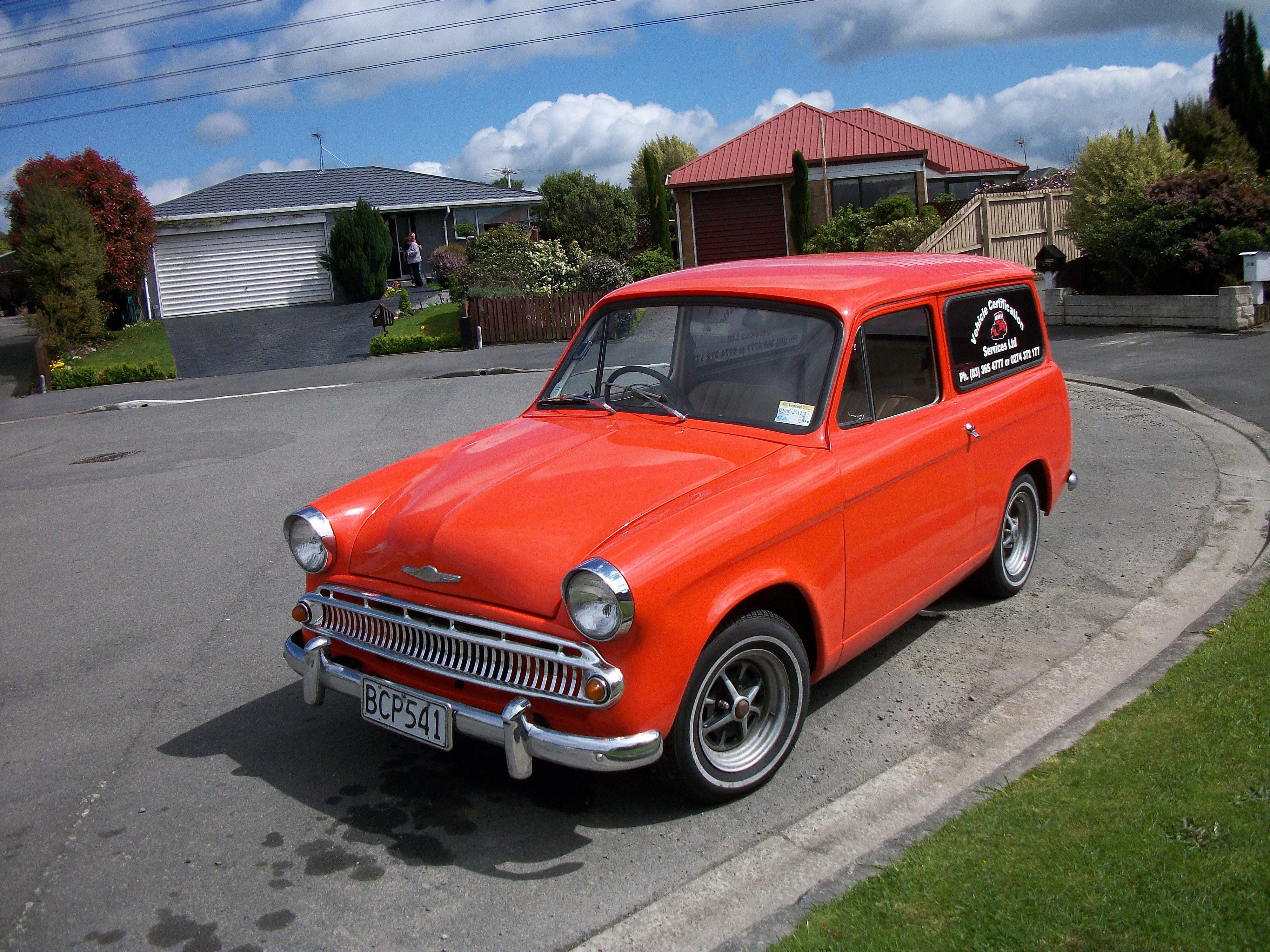
Hillman Husky 1961
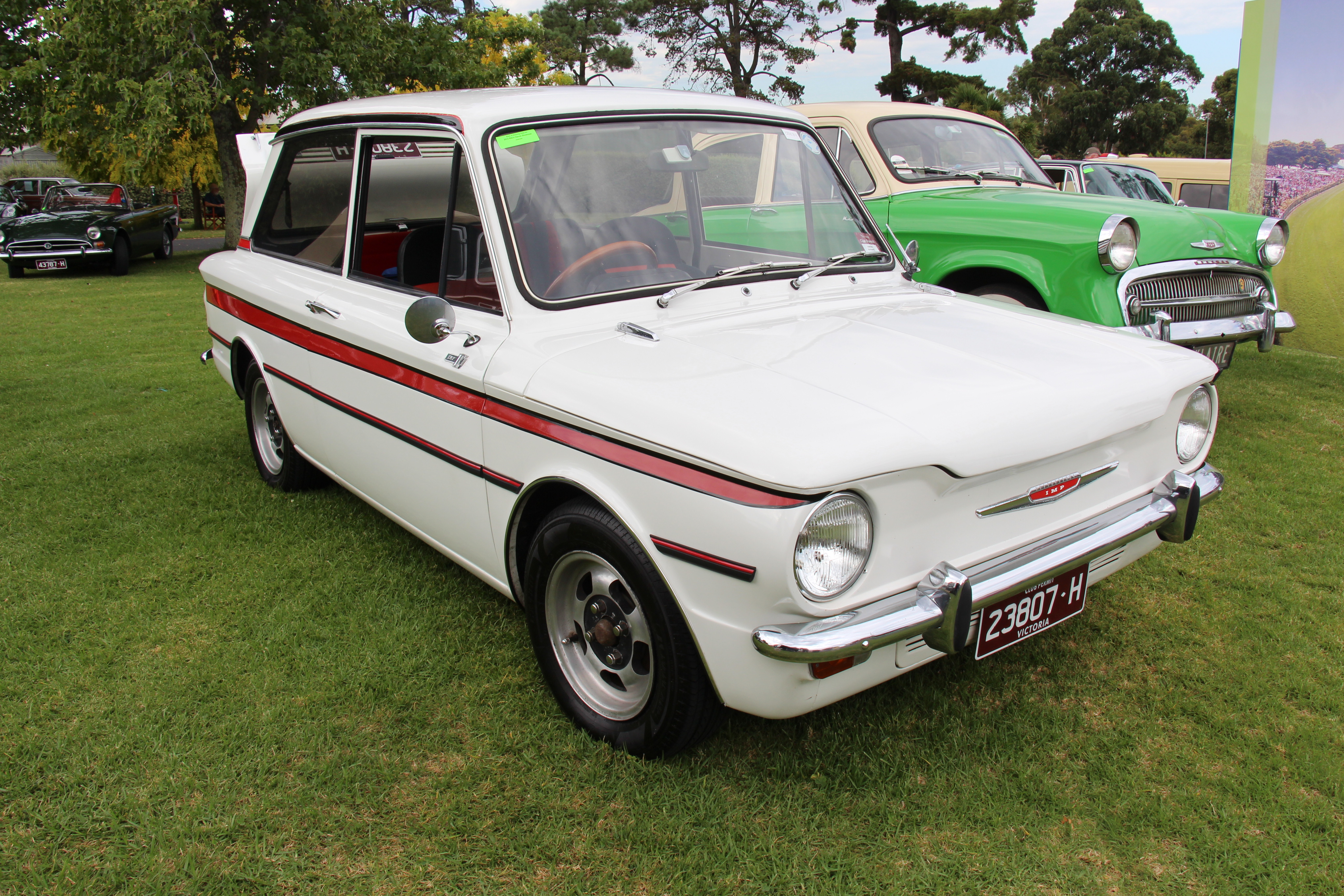
Hillman Imp MK I 1964
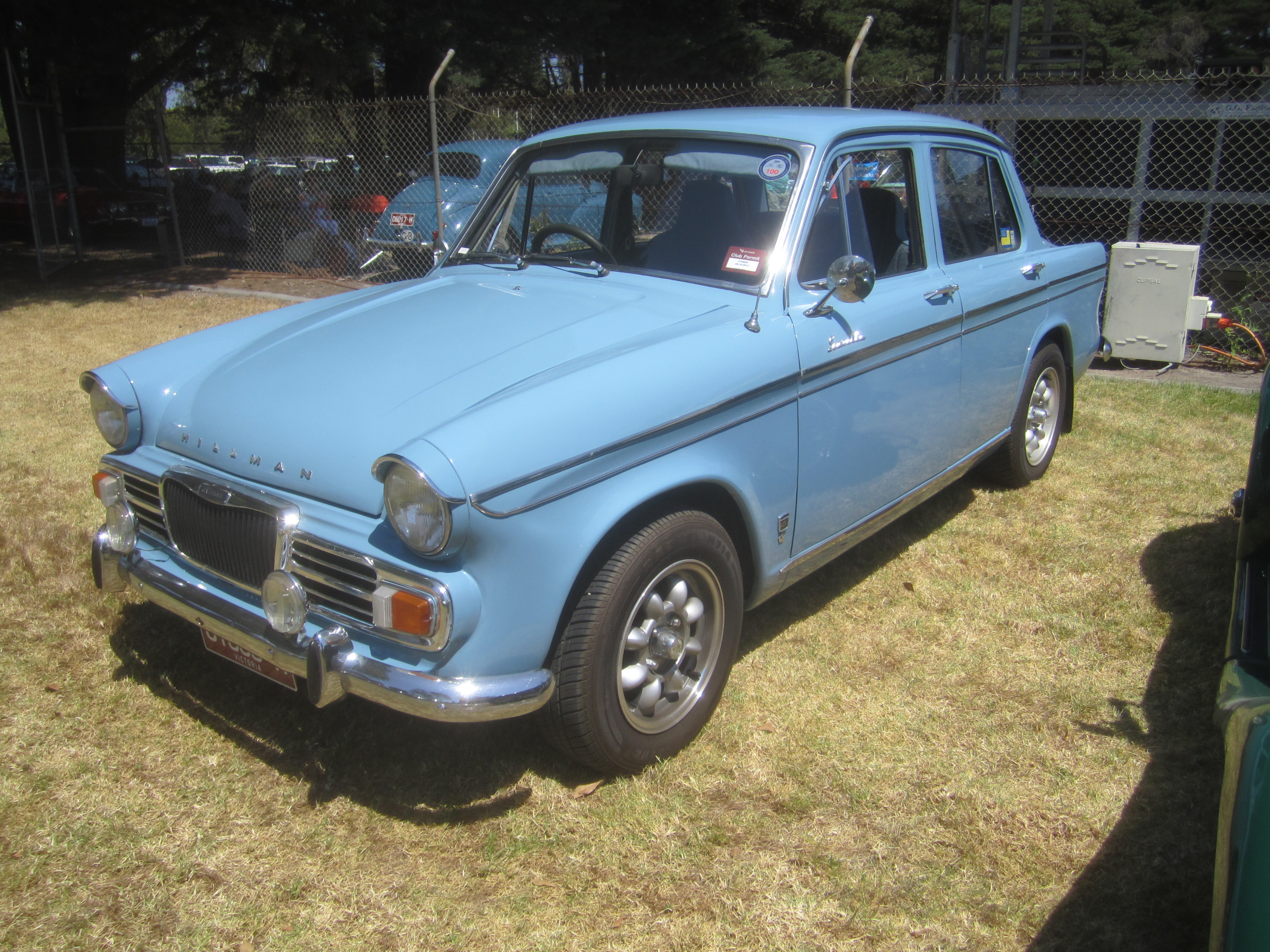
Hillman Gazelle VI 1966
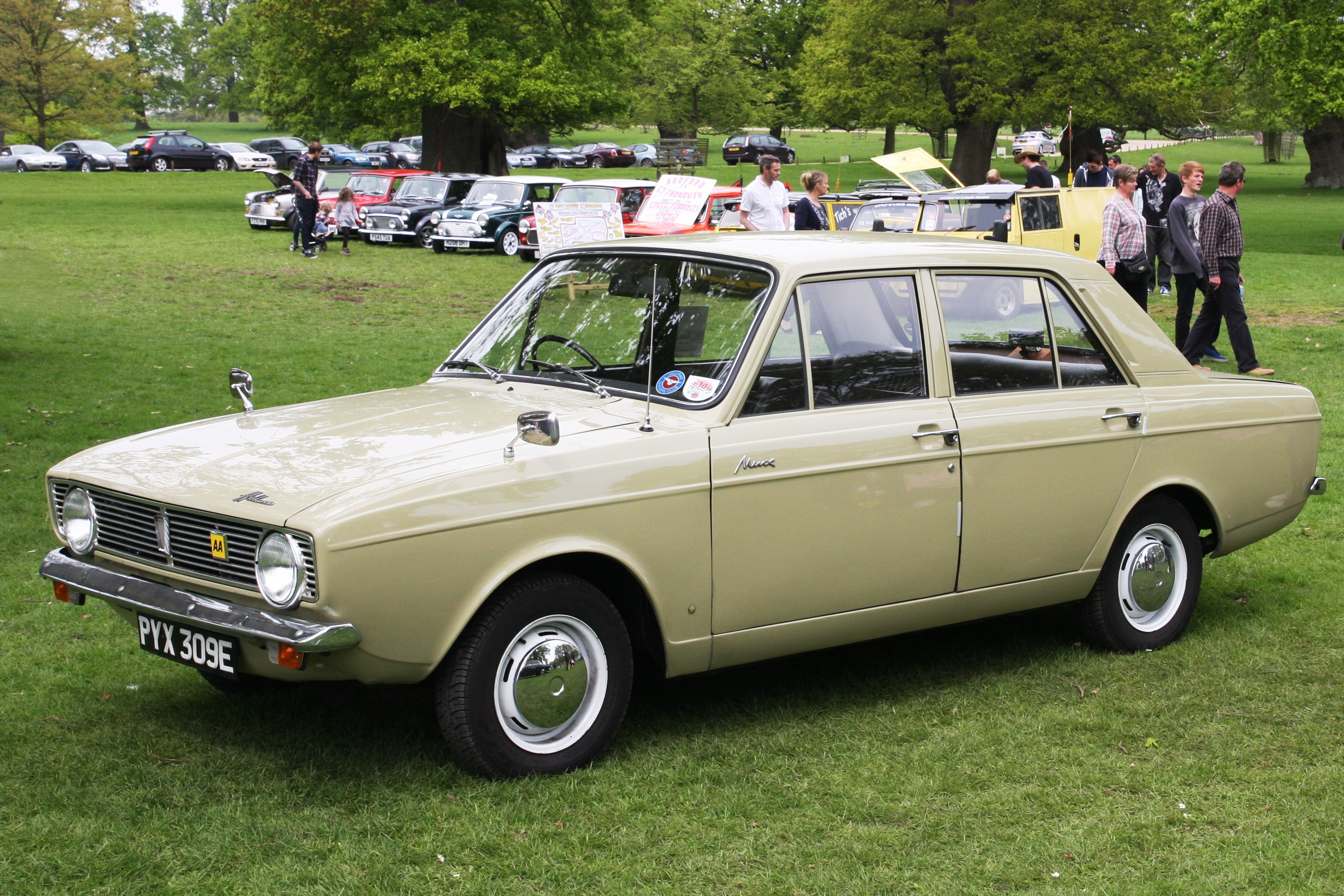
Hillman Minx 1967
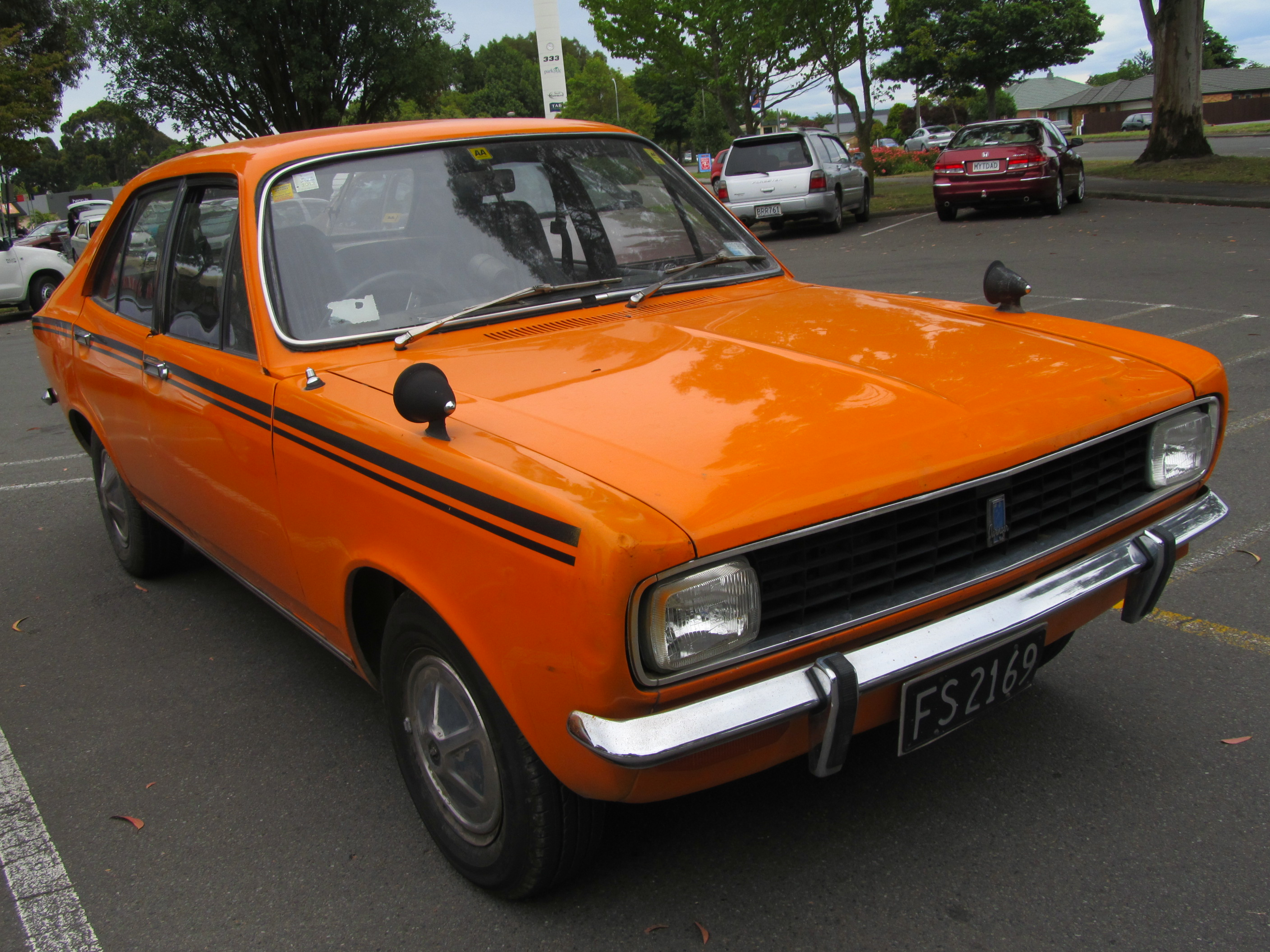
Hillman Avenger TC Saloon 1971
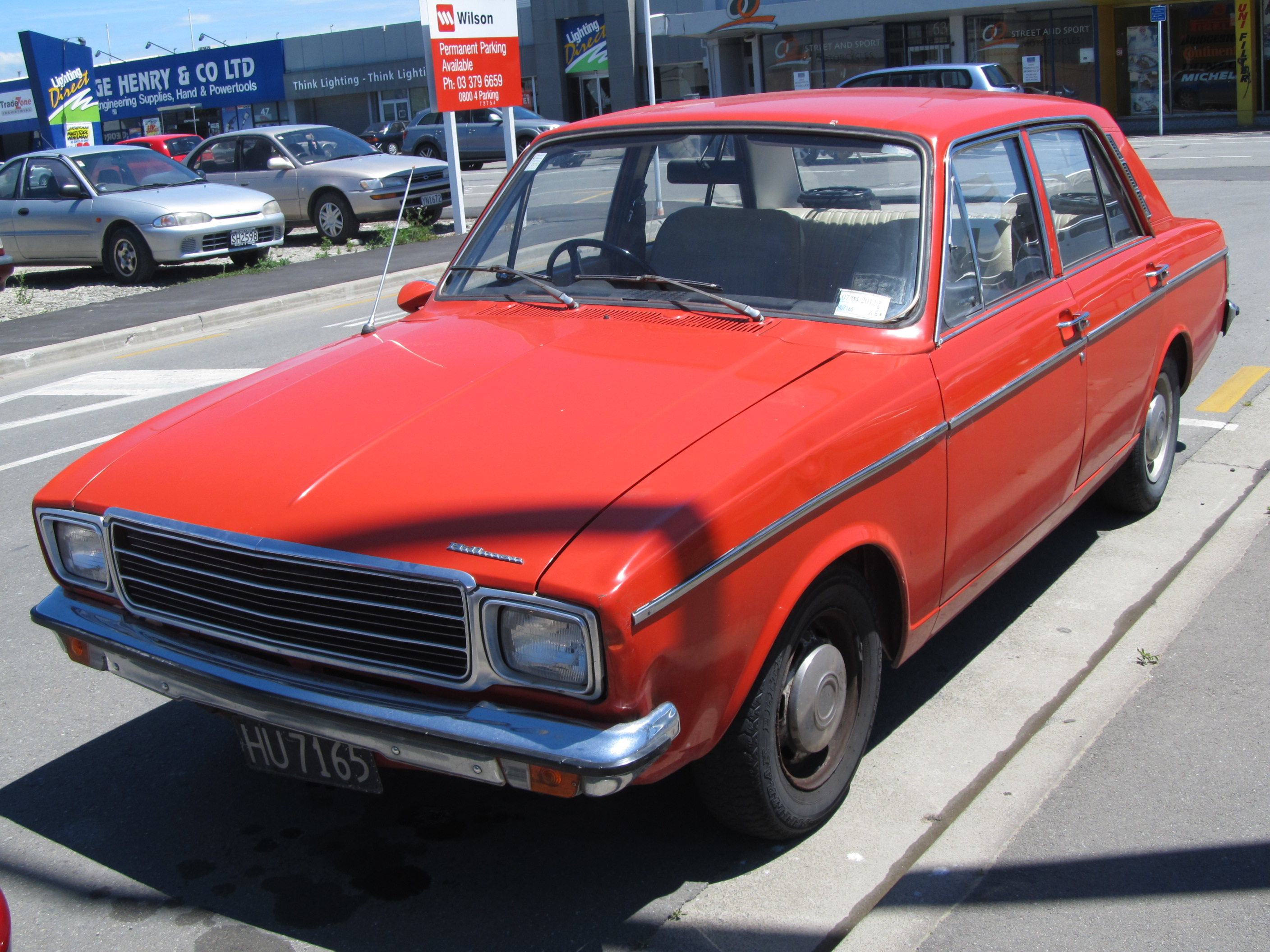
Hillman Hunter uit 1975